# Комплекс будівель Сейму Республіки Польща
Комплекс будівель Сейму Республіки Польща (пол. Kompleks budynków Sejmu Rzeczypospolitej Polskiej) — сукупність будівель, розташованих у Варшаві по вулиці Вєйській 4/6/8, використовуваних для потреб Сейму та Сенату Республіки Польща.